# Хэддок, Гарри
Генри «Гарри» Хэддок (англ. Henry "Harry" Haddock; 28 июля 1925, Глазго — 18 декабря 1998, Рутерглен, Саут-Ланаркшир) — шотландский футболист, игрок национальной сборной (1954—1958), наиболее известный выступлениями за клуб «Клайд».

## Карьера
Первым клубом для Гарри был английский «Эксетер Сити». За него он провёл только один сезон — 1946/1947. Вторым и последним клубом был «Клайд», за который Хэддок провёл 13 сезонов. За это время Клайд трижды вылетал во Второй Дивизион, но через сезон возвращался обратно. Гарри также помог Клайду выиграть два Кубка Шотландии. В 1954/55 поражение потерпел «Селтик» со счетом 1:0 в переигровке, а в 1957/58, «Хиберниан» потерпел поражение со счетом 1:0.
Из 6 матчей Гарри за сборную Шотландии победным был только один. Обидными были поражения от сборной Англии со счетами 2:7, в 1955 году и 0:4 в 1958 году. Входил в состав сборной на ЧМ-1958.

## Достижения
- Кубок Шотландии: 1954/55, 1957/58
- Второй дивизион шотландской Футбольной лиги: 1952, 1957, 1962
- Кубок Глазго: 1952, 1957, 1958